# Ruanda-Wollhaarratte
Die Ruanda-Wollhaarratte (Dasymys rwandae) ist ein kaum erforschtes Nagetier aus der Gattung der Zottigen Sumpfratten (Dasymys), das in Ruanda endemisch ist.

## Merkmale
Die Kopf-Rumpf-Länge des Typusexemplars beträgt 122 mm, die Schwanzlänge 111 mm, die Ohrenlänge 18 mm, die Hinterfußlänge 27 mm und das Körpergewicht 77 g. Die Ruanda-Wollhaarratte hat wie alle Zottigen Sumpfratten ein weiches, zotteliges, langes Fell, das auf dem Rücken rotbraun und auf dem Bauch stumpfgrau ist. Der Kopf ist breit, die Schnauze kurz, die Vibrissen lang, die Ohren abgerundet und innen gut behaart. Der Schwanz weist eine Länge auf, die 92 % der Kopf-Rumpf-Länge entspricht. Er ist stark geschuppt, spärlich behaart und an der Oberseite dunkler als an der Unterseite.

## Systematik
Die Ruanda-Wollhaarratte wurde 1982 von Walter N. Verheyen entdeckt. Er und seine Mitarbeiter beschrieben dieses Taxon 2003 als neue Art aufgrund von Unterschieden in den Schädelmerkmalen, die es von Dasymys cf. incomtus und der Allen-Wollhaarratte (Dasymys alleni) unterscheiden. Die genetischen Abstände von weniger als 2 % zwischen Dasymys rwandae und sowohl der Mittleren Wollhaarratte (Dasymys medius) als auch der Allen-Wollhaarratte sind jedoch für eine Artdifferenzierung zu gering. Die Ruanda-Wollhaarratte ist monotypisch.

## Verbreitungsgebiet

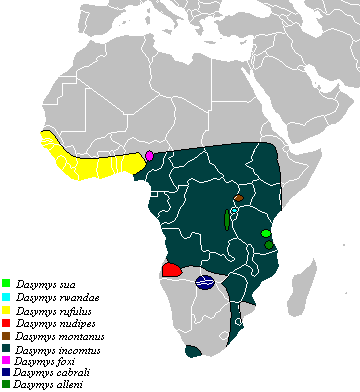
Verbreitungsgebiet (hellblau) der Ruanda-Wollhaarratte

Die Ruanda-Wollhaarratte ist vom Nyungwe-Wald und von Kinigi in 2250 m Höhe in den Virunga-Vulkanen sowie benachbarten Gebieten im Nordwesten Ruandas bekannt.

## Lebensraum
Die Ruanda-Wollhaarratte bewohnt Feuchtgebiete, insbesondere sumpfige Zonen.

## Lebensweise
Die Ruanda-Wollhaarratte ist überwiegend nachtaktiv, ähnlich wie viele andere Vertreter der Gattung. Es wird angenommen, dass sie herbivor ist, jedoch sind detaillierte Informationen über ihre Ernährungsgewohnheiten nicht verfügbar. Auch über die soziale Struktur und das Fortpflanzungsverhalten dieser Art sind keine Daten vorhanden.

## Status
Die Art gilt in der IUCN Red List als Synonym der Afrikanischen Wollhaarratte (Dasymys incomtus).